# Jan Chrzciciel Yi Kwang-nyŏl
Św. Jan Chrzciciel Yi Kwang-nyŏl (kor. 이광렬 요한) (ur. 1795 w Kwangju, Korea, zm. 20 lipca 1839 w Seulu) – męczennik, święty Kościoła katolickiego.

## Życiorys
Jan Chrzciciel Yi Kwang-nyŏl był młodszym bratem św. Augustyna Yi Kwang-hŏn. Został chrześcijaninem razem ze swoim bratem. Po chrzcie postanowił wieść życie w celibacie. Podczas prześladowań katolików został aresztowany 8 kwietnia 1839 r. Był wielokrotnie torturowany. Ponieważ nie wyrzekł się wiary, skazano go na śmierć. Spodziewał się, że zostanie stracony razem ze swoim bratem, ale zgodnie ze starym prawem koreańskim nie wolno było tego samego dnia stracić dwóch osób z jednej rodziny. Wcześniej stracono jego brata, a Jan Chrzciciel Yi Kwang-nyŏl został ścięty 20 lipca 1839 r. w Seulu w miejscu straceń za Małą Zachodnią Bramą z 7 innymi katolikami (Różą Kim No-sa, Martą Kim Sŏng-im, Teresą Yi Mae-im, Anną Kim Chang-gŭm, Magdaleną Yi Yŏng-hŭi, Łucją Kim Nusia i Marią Wŏn Kwi-im).

## Dzień obchodów
20 września (w grupie 103 męczenników koreańskich).

## Proces beatyfikacyjny i kanonizacyjny
Beatyfikowany 5 lipca 1925 r. przez papieża Piusa XI, kanonizowany 6 maja 1984 r. przez Jana Pawła II w grupie 103 męczenników koreańskich.